# Consiliul Național de Soluționare a Contestațiilor
Consiliul Național de Soluționare a Contestațiilor (CNSC) este o instituție publică independentă din România, responsabilă de soluționarea contestațiilor în domeniul achizițiilor publice.

## Istoric
CNSC a fost înființat în iunie 2006, ca parte a eforturilor de aliniere a României la standardele europene în domeniul achizițiilor publice.
Până în 2009, Consiliul a înregistrat 21.384 de dosare și a emis 18.092 de decizii, dintre care doar 298 au fost admise (1,65% din total).

## Procedura de contestație
Dacă un participant la o procedură de achiziție publică consideră că drepturile sale au fost încălcate, acesta poate depune o contestație la Consiliul Național de Soluționare a Contestațiilor în termen de 10 zile calendaristice de la data la care persoana a aflat despre actul care a generat contestația, de exemplu, rezultatul procedurii de achiziție.
Contestația trebuie să conțină:
- autoritatea contractantă implicată
- procedura de achiziție publică
- descrierea actelor sau reglementărilor care au fost încălcate
- soluția solicitată, cum ar fi anularea unei decizii sau reluarea procedurii de achiziție.

După depunerea contestației la CNSC, aceasta va fi transmisă în termen de trei zile lucrătoare către autoritatea contractantă. CNSC va analiza contestația și va lua o decizie în termen de maxim 20 de zile lucrătoare. În funcție de analiza efectuată, CNSC poate admite contestația și dispune măsuri de remediere, cum ar fi anularea deciziilor sau reluarea procedurii de achiziție, sau poate respinge contestația dacă nu sunt identificate nereguli.
În anumite cazuri, CNSC poate decide măsuri provizorii, de exemplu, suspendarea procedurii de achiziție până la soluționarea contestației. Dacă o parte nu este mulțumită de decizia CNSC, poate formula un apel în instanță. Apelul se depune în termen de 10 zile de la comunicarea deciziei și va fi judecat de Tribunalul București, Secția de Contencios Administrativ și Fiscal. Dacă instanța respinge apelul, decizia CNSC devine definitivă și autoritatea contractantă este obligată să o pună în aplicare.

## Structură
Consiliul este compus din 36 de membri cu rang de demnitari, denumiți consilieri și sunt asistați de personal tehnic, economic și juridic pentru a soluționaționa contestațiile privind achizițiile publice. Activitatea se desfășoară în 11 complete (o echipă de membri care soluționează o anumită cauză).
Deși nu dețin grad de magistrat, activitatea membrilor CNSC este similară celei desfășurate de judecătorii administrativi. Aceștia sunt numiți prin concurs, pe baza unor criterii de experiență juridică, fără a fi influențați politic și fără un mandat limitat, însă nu pot ocupa funcții publice sau private care ar putea genera conflicte de interese.

### Componența consiliului
- Bogdan Marius Boghiu (președinte interimar)
- Anca-Roxana Dobre (președinte completul 1)
- Lehel-Lorand Bogdan
- Traian Icobeț
- Alina-Oana Oprișan (președinte completul 2)
- Luisa-Mădălina Maria
- Maria-Marinela Păun
- Eduard-Marcel Badea (președinte completul 3)
- Bogdan Marius Boghiu (membru al colegiului CNSC)
- Dumitru-Daniel Șerban (președinte completul 4)
- Daniela Nanu
- Dan Trăsnea
- Florentina Drăgan (președinte completul 5)[9]
- Doina-Florica Eniță (membru al colegiului CNSC)
- Silviu-Cristian Popa (președinte completul 6)
- Daniela Arsintinoaia-Cheche
- Sanda Ioanițescu (președinte completul 7)
- Ana-Magdalena Radu
- Bianca-Laura Popescu
- Ecaterina-Milica Dobrotă (președinte completul 8)
- Maria-Liliana Băzăr
- Eugen-Ștefan-Dorel Cojoacă
- Grațiela-Magdalena Gaidargi (președinte completul 9)
- Isabela-Maria Gavrilă
- Felicia-Doina Costea (președinte completul 10)
- Mihaela Enache
- Daniela-Angela Uifălean (președinte completul 11)
- Adriana Văncică
- Cristian-Ioan Costache

### Președinții CNSC
- Mihai Prisacariu (2006 - 2010)
- Lehel Lorand Bogdan (2010 - 2016)
- Silviu–Cristian Popa (2016 - 2019)
- Florentina-Mirabela Drăgan (2019 - 2023)

### Foști consilieri
- Lucica Plătică (2006 - 2014)
- Mihai-Petru Gireadă (2008 - 2014)
- Mihai Prisacariu (2006 - 2014)
- Vlad-Nicolae Săvulescu (2006 - 2014)
- Constantin Costache (2006 - 2015)
- Ernest Török (2007 - 2016)
- Maria Rovența (2006 - 2017)
- Doina Buzăianu (2006 - 2017)
- Constantin Budulan (2006 - 2018)
- Paul-Cristian Popescu (2008 - 2020)

## Controverse
În noiembrie 2023, Florentina Drăgan, fostă președintă a CNSC, a fost implicată într-o serie de acuzații de abuz în funcție și conflict de interese. Drăgan fusese demisă din funcție în iunie 2023 de către majoritatea consilierilor CNSC, invocându-se intervenții nejustificate asupra deciziilor completele de judecată și desfășurarea unor activități didactice în timpul programului de la CNSC. Au apărut și suspiciuni privind folosirea infrastructurii instituției în scop personal și conflicte de interese legate de afacerile soțului ei. În urma acestor acuzații, Drăgan a fost anchetată de procurori și de Agenția Națională de Integritate.
În decembrie 2023, publicația SpotMedia a dezvăluit fragmente dintr-o ședință a CNSC, însă înregistrarea oficială a acesteia a fost declarată dispărută din arhiva instituției. Președinta CNSC, Florentina Drăgan, revocată de trei ori și repusă în funcție de Tribunalul Brașov, a sesizat instituțiile abilitate și a inițiat o anchetă internă. În ședința din 18 august 2023, consilierii au criticat judecătorii Tribunalului Brașov și au decis o nouă revocare a președintei, ignorând hotărârea judecătorească ce o reinstala în funcție. După publicarea înregistrării, Consiliul Superior al Magistraturii a sesizat Inspecția Judiciară pentru posibila afectare a independenței justiției. Ulterior, consilierii au inițiat demersuri pentru modificarea Regulamentului de funcționare al instituției, astfel încât să poată revoca conducerea fără a mai depinde de hotărârile instanțelor.